# Llista de monuments de Pobles del Nord (València)
Monuments i béns immobles catalogats com a béns d'interés cultural (BIC) i béns immobles de rellevància local (BRL) del districte de Pobles del Nord de València.

## Monuments d'interés cultural
| Monument                                                  | Prot.? | Estil/època | Localització                  | Coordenades                                          | Codi?         | Imatge |
| --------------------------------------------------------- | ------ | ----------- | ----------------------------- | ---------------------------------------------------- | ------------- | --- |
| Escut de Ferran d'Aragó, duc de Calàbria, en la Casa Tota | BIC    |             | València Av. Constitució, 277 | 39° 30′ 00″ N, 0° 22′ 13″ O / 39.500103°N,0.370194°O | 46.15.250-377 | Escut de Ferran d'Aragó en la Casa Tota (València) · Vegeu més fotos d'aquest monument · Carregueu una nova foto d'aquest monument |

## Monuments d'interés local
| Monument                                                   | Prot.? | Estil/època | Localització                           | Coordenades                                          | Codi?          | Imatge |
| ---------------------------------------------------------- | ------ | ----------- | -------------------------------------- | ---------------------------------------------------- | -------------- | --- |
| Cementeri de Massarrojos                                   | BRL    | 1926 - 1928 | València C. Senent Ibàñez, 24-30       | 39° 32′ 37″ N, 0° 24′ 26″ O / 39.5435°N,0.407153°O   | 46.15.250-E279 | Cementeri de Massarrojos (València) · Vegeu més fotos d'aquest monument · Carregueu una nova foto d'aquest monument                                   |
| Ermita del Pilar de les Cases de Bàrcena                   | BRL    | s.XVII-XX   | València Camí les Cases de Bàrcena, 15 | 39° 31′ 04″ N, 0° 21′ 38″ O / 39.517818°N,0.360673°O | 46.13.074-004  | Ermita del Pilar (València) · Vegeu més fotos d'aquest monument · Carregueu una nova foto d'aquest monument                                           |
| Ermita de Sant Roc de Carpesa                              | BRL    |             | València Carpesa                       | 39° 31′ 07″ N, 0° 22′ 41″ O / 39.518558°N,0.377946°O | 46.15.250-179  | Ermita de Sant Roc (València) · Vegeu més fotos d'aquest monument · Carregueu una nova foto d'aquest monument                                         |
| Església parroquial de l'Assumpció i Santa Bàrbara         | BRL    |             | València Pl. Màrtirs, 2                | 39° 32′ 20″ N, 0° 24′ 13″ O / 39.538972°N,0.403733°O | 46.15.250-209  | Església parroquial de l'Assumpció i Santa Bàrbara (València) · Vegeu més fotos d'aquest monument · Carregueu una nova foto d'aquest monument         |
| Església parroquial dels Sants Abdon i Senén (Carpesa)     | BRL    |             | València C. Carmel Vicent, 4           | 39° 31′ 00″ N, 0° 22′ 41″ O / 39.516709°N,0.378135°O | 46.15.250-247  | Església parroquial dels Sants Abdon i Senén (Carpesa) (València) · Vegeu més fotos d'aquest monument · Carregueu una nova foto d'aquest monument     |
| Església parroquial de Santa Anna de Borbotó               | BRL    |             | València Pl. Patrona, 1                | 39° 30′ 54″ N, 0° 23′ 25″ O / 39.515128°N,0.390404°O | 46.15.250-178  | Església parroquial de Santa Anna de Borbotó (València) · Vegeu més fotos d'aquest monument · Carregueu una nova foto d'aquest monument               |
| Església parroquial de Sant Benet Abat de Mauella          | BRL    |             | València Pl. de Sant Benet, Mauella    | 39° 32′ 40″ N, 0° 20′ 01″ O / 39.544322°N,0.333660°O | 46.15.250-280  | Església parroquial de Sant Benet Abat (València) · Vegeu més fotos d'aquest monument · Carregueu una nova foto d'aquest monument                     |
| Església parroquial de Santa Maria Magdalena de Benifaraig | BRL    |             | València Pl. El Greco, 1, Benifaraig   | 39° 31′ 43″ N, 0° 23′ 09″ O / 39.528628°N,0.385759°O | 46.15.250-341  | Església parroquial de Santa Maria Magdalena de Benifaraig (València) · Vegeu més fotos d'aquest monument · Carregueu una nova foto d'aquest monument |

## Nuclis històric tradicionals
| Monument                               | Prot.? | Estil/època    | Localització              | Coordenades                                          | Codi?         | Imatge |
| -------------------------------------- | ------ | -------------- | ------------------------- | ---------------------------------------------------- | ------------- | --- |
| Nucli històric de Benifaraig           | BRL    | s.XI           | València Benifaraig       | 39° 31′ 44″ N, 0° 23′ 09″ O / 39.528889°N,0.385833°O | 46.15.250-402 | Nucli de Benifaraig (València) · Vegeu més fotos d'aquest monument · Carregueu una nova foto d'aquest monument           |
| Nucli històric de Borbotó              | BRL    | època islàmica | València Borbotó          | 39° 30′ 55″ N, 0° 23′ 25″ O / 39.515278°N,0.390278°O | 46.15.250-408 | Nucli de Borbotó (València) · Vegeu més fotos d'aquest monument · Carregueu una nova foto d'aquest monument              |
| Nucli històric de Carpesa              | BRL    | època islàmica | València Carpesa          | 39° 31′ 01″ N, 0° 22′ 39″ O / 39.517°N,0.3775°O      | 46.15.250-411 | Nucli de Carpesa (València) · Vegeu més fotos d'aquest monument · Carregueu una nova foto d'aquest monument              |
| Nucli històric de les Cases de Bàrcena | BRL    |                | València Cases de Bàrcena | 39° 31′ 18″ N, 0° 21′ 29″ O / 39.521667°N,0.357917°O | 46.15.250-413 | Nucli de les Cases de Bàrcena (València) · Vegeu més fotos d'aquest monument · Carregueu una nova foto d'aquest monument |
| Nucli històric de Mauella              | BRL    |                | València Mahella          | 39° 32′ 39″ N, 0° 20′ 01″ O / 39.544167°N,0.333667°O | 46.15.250-433 | Nucli de Mauella (València) · Vegeu més fotos d'aquest monument · Carregueu una nova foto d'aquest monument              |
| Nucli històric de Massarrojos          | BRL    |                | València Massarrojos      | 39° 32′ 21″ N, 0° 24′ 14″ O / 39.539167°N,0.403889°O | 46.15.250-436 | Nucli de Massarrojos (València) · Vegeu més fotos d'aquest monument · Carregueu una nova foto d'aquest monument          |

## Espais etnològics d'interés local
| Monument                                                    | Prot.? | Estil/època                       | Localització | Coordenades                                          | Codi?           | Imatge |
| ----------------------------------------------------------- | ------ | --------------------------------- | --- | ---------------------------------------------------- | --------------- | --- |
| Alqueria Alta                                               | BRL    | s.XVII-XIX                        | València Camí Vell de Godella, 162 | 39° 30′ 46″ N, 0° 23′ 49″ O / 39.512861°N,0.396861°O | 46.15.250-E373  | Alqueria Alta (València) · Vegeu més fotos d'aquest monument · Carregueu una nova foto d'aquest monument                                               |
| Alqueria de Pallés                                          | BRL    | s.XVI                             | València Rafalell i Vistabella | 39° 33′ 48″ N, 0° 19′ 05″ O / 39.563417°N,0.318111°O | 46.15.250-E380  | Alqueria de Pallés (València) · Vegeu més fotos d'aquest monument · Carregueu una nova foto d'aquest monument                                          |
| Alqueria del Pi de Borbotó                                  | BRL    | s.XVI-XVII-XIX                    | València Camí Vell de Godella. Borbotó | 39° 30′ 40″ N, 0° 24′ 00″ O / 39.511042°N,0.4°O      | 46.15.250-E374  | Alqueria del Pi de Borbotó (València) · Vegeu més fotos d'aquest monument · Carregueu una nova foto d'aquest monument                                  |
| Alqueria de Ramon                                           | BRL    | final del s.XIX i principi del XX | València Camí Vell de Godella, 115 i 117 | 39° 30′ 26″ N, 0° 23′ 41″ O / 39.507278°N,0.394722°O | 46.15.250-E384  | Alqueria de Ramon (València) · Vegeu més fotos d'aquest monument · Carregueu una nova foto d'aquest monument                                           |
| Alqueria de Roca i ermita                                   | BRL    | s.XVIII                           | València Camí Vell de Godella, 4 | 39° 31′ 00″ N, 0° 23′ 54″ O / 39.516767°N,0.398333°O | 46.15.250-E383  | Alqueria de Roca i ermita (València) · Vegeu més fotos d'aquest monument · Carregueu una nova foto d'aquest monument                                   |
| Alqueria del camí de les Cases de Bàrcena 80                | BRL    | s.XVI-XVII                        | València Camí de les Casas de Bàrcena, 80 | 39° 31′ 18″ N, 0° 21′ 28″ O / 39.521667°N,0.357778°O | 46.15.250-E471  | Alqueria del camí de les Cases de Bàrcena 80 (València) · Vegeu més fotos d'aquest monument · Carregueu una nova foto d'aquest monument                |
| Alqueria del Pi a les Cases de Bàrcena                      | BRL    | s.XVIII                           | València Camí del marge esquerre del Carraixet | 39° 31′ 38″ N, 0° 22′ 20″ O / 39.527167°N,0.372222°O | 46.15.250-E372  | Alqueria del Pi a les Cases de Bàrcena (València) · Vegeu més fotos d'aquest monument · Carregueu una nova foto d'aquest monument                      |
| Alqueria del Pi al camí Vell de Godella                     | BRL    | s.XVIII                           | València Camí Vell de Godella, 48 | 39° 30′ 01″ N, 0° 23′ 03″ O / 39.500278°N,0.384139°O | 46.15.250-E377  | Alqueria del Pi al camí Vell de Godella (València) · Vegeu més fotos d'aquest monument · Carregueu una nova foto d'aquest monument                     |
| Alqueria del Rellotge                                       | BRL    | s.XVII-XX                         | València Pl. Somniador, 1, Massarrojos | 39° 32′ 21″ N, 0° 24′ 14″ O / 39.539167°N,0.403889°O | 46.15.250-E468  | Alqueria del Rellotge (València) · Vegeu més fotos d'aquest monument · Carregueu una nova foto d'aquest monument                                       |
| Alqueria de Tallarós                                        | BRL    | s.XIV-XVII                        | València Poble Nou | 39° 30′ 13″ N, 0° 23′ 04″ O / 39.503611°N,0.384444°O | 46.15.250-E469  | Alqueria de Tallarós (València) · Vegeu més fotos d'aquest monument · Carregueu una nova foto d'aquest monument                                        |
| Alqueria Fonda                                              | BRL    | s.XIV                             | València Camí de Montcada, 168 | 39° 30′ 06″ N, 0° 22′ 49″ O / 39.501583°N,0.38025°O  | 46.15.250-E378  | Alqueria Fonda (València) · Vegeu més fotos d'aquest monument · Carregueu una nova foto d'aquest monument                                              |
| Alqueria Nova de Sant Josep                                 | BRL    | 1830                              | València Camí Vell de Godella, 55, Pla de Sant Bernat | 39° 30′ 00″ N, 0° 23′ 05″ O / 39.5°N,0.384833°O      | 46.15.250-E375  | Alqueria Nova de Sant Josep (València) · Vegeu més fotos d'aquest monument · Carregueu una nova foto d'aquest monument                                 |
| Barraca de Ceba                                             | BRL    | s.XX                              | València Camí de Cases de Bàrcena | 39° 31′ 17″ N, 0° 21′ 30″ O / 39.521444°N,0.358278°O | 46.15.250-E472  | Barraca de Ceba (València) · Vegeu més fotos d'aquest monument · Carregueu una nova foto d'aquest monument                                             |
| Barraca de Pau, l'Amo o del barri de les Sidres             | BRL    | principi del s.XX                 | València Camí de Massalfassar, 7, Mauella | 39° 32′ 41″ N, 0° 19′ 47″ O / 39.544722°N,0.329622°O | 46.15.250-E381  | Barraca de Pau (València) · Vegeu més fotos d'aquest monument · Carregueu una nova foto d'aquest monument                                              |
| Barraca i casa de Martí Biot                                | BRL    | s.XIX-XX                          | València Molí dels Canyars, 12. Carpesa | 39° 30′ 50″ N, 0° 22′ 27″ O / 39.513889°N,0.374167°O | 46.15.250-E379  | Barraca i casa de Martí Biot (València) · Vegeu més fotos d'aquest monument · Carregueu una nova foto d'aquest monument                                |
| Camí d'Alfara a Carpesa                                     | BRL    |                                   | València Camí d'Alfara a Carpesa, Camí del Calvari | 39° 31′ 11″ N, 0° 22′ 41″ O / 39.519722°N,0.378128°O | 46.250.250-1031 | Camí d'Alfara a Carpesa (València) · Vegeu més fotos d'aquest monument · Carregueu una nova foto d'aquest monument                                     |
| Camí Vell de Borbotó a Massarrojos                          | BRL    |                                   | València Camí Vell de Borbotó a Massarrojos | 39° 31′ 10″ N, 0° 23′ 26″ O / 39.519444°N,0.390556°O | 46.250.250-1030 | Camí Vell de Borbotó a Massarrojos (València) · Vegeu més fotos d'aquest monument · Carregueu una nova foto d'aquest monument                          |
| Camí Vell de Godella                                        | BRL    |                                   | València Camí Vell de Godella | 39° 29′ 58″ N, 0° 23′ 02″ O / 39.499444°N,0.38375°O  | 46.250.250-1029 | Camí Vell de Godella (València) · Vegeu més fotos d'aquest monument · Carregueu una nova foto d'aquest monument                                        |
| Llengües de Alboraia-Almàssera                              | BRL    | anterior al s.XIII                | València Entre els termes de València i Tavernes Blanques, sobre el caixer de la séquia mare de Rascanya. | 39° 30′ 40″ N, 0° 22′ 07″ O / 39.511031°N,0.368517°O | 46.15.250-E393  | Llengües de Alboraia-Almàssera (València) · Vegeu més fotos d'aquest monument · Carregueu una nova foto d'aquest monument                              |
| Llengües de Ferrús-Borbotó                                  | BRL    | anterior al s.XIII                | València Camí Vell de Godella, en el encreuament amb la séquia de Tormos | 39° 30′ 43″ N, 0° 23′ 47″ O / 39.511931°N,0.396436°O | 46.15.250-E15   | Llengües de Ferrús-Borbotó (València) · Vegeu més fotos d'aquest monument · Carregueu una nova foto d'aquest monument                                  |
| Llengües del Braç de Dalt i del Mig                         | BRL    | anterior al s.XIII                | València Al final del braç de Petra de la séquia de Mestalla, en l'indret de Poble Nou. Concretament darrere de l'església, en un angle entre la carretera de València a Montcada i la que d'eixa parteix cap a Carpesa. | 39° 30′ 14″ N, 0° 22′ 55″ O / 39.503792°N,0.381833°O | 46.15.250-E394  | Llengües del Braç de Dalt i del Mig (València) · Vegeu més fotos d'aquest monument · Carregueu una nova foto d'aquest monument                         |
| Molí de Sebastià o de Colau                                 | BRL    | 1790                              | València Camí Vell de Godella, 161 | 39° 30′ 45″ N, 0° 23′ 52″ O / 39.512403°N,0.397861°O | 46.15.250-E14   | Molí de Sebastià (València) · Vegeu més fotos d'aquest monument · Carregueu una nova foto d'aquest monument                                            |
| Molí dels Alters                                            | BRL    | 1817                              | València Poble Nou, a prop de l'ermita de Sant Josep | 39° 30′ 10″ N, 0° 22′ 59″ O / 39.502875°N,0.383194°O | 46.15.250-E11   | Molí dels Alters (València) · Vegeu més fotos d'aquest monument · Carregueu una nova foto d'aquest monument                                            |
| Motor i fumeral del Pou del Baró de Santa Bàrbara           | BRL    | s.XIX-XX                          | València Carretera de Massarrojos a Rocafort | 39° 32′ 31″ N, 0° 24′ 32″ O / 39.541819°N,0.408947°O | 46.15.250-E386  | Motor i fumeral del Pou del Baró de Santa Bàrbara (València) · Vegeu més fotos d'aquest monument · Carregueu una nova foto d'aquest monument           |
| Retaule ceràmic de la Puríssima, Cases de Bàrcena           | BRL    | meitat del s.XIX                  | València Camí les Cases de Bàrcena, 33-35 | 39° 31′ 08″ N, 0° 21′ 35″ O / 39.519019°N,0.359786°O | 46.15.250-E475  | Retaule ceràmic de la Puríssima (València) · Vegeu més fotos d'aquest monument · Carregueu una nova foto d'aquest monument                             |
| Retaule ceràmic de Sant Francesc de Paula, Poble Nou        | BRL    | Primera meitad del s.XX           | València Camí de Montcada, 240 | 39° 30′ 22″ N, 0° 23′ 02″ O / 39.506014°N,0.383894°O | 46.15.250-E233  | Retaule ceràmic de Sant Francesc de Paula, Poble Nou (València) · Vegeu més fotos d'aquest monument · Carregueu una nova foto d'aquest monument        |
| Retaule ceràmic de Sant Josep, Borbotó                      | BRL    | Principi del s.XIX                | València Camí a Massarrojos, 7 | 39° 30′ 59″ N, 0° 23′ 26″ O / 39.516283°N,0.390553°O | 46.15.250-E235  | Retaule ceràmic de Sant Josep, Borbotó (València) · Vegeu més fotos d'aquest monument · Carregueu una nova foto d'aquest monument                      |
| Retaule ceràmic de Sant Josep de l'Alqueria del Pastisser   | BRL    | Finals del s.XIX                  | València Camí de Borbotó a Masarrojos, 40, Alqueria del Pastisser | 39° 31′ 13″ N, 0° 23′ 26″ O / 39.520408°N,0.390525°O | 46.15.250-E237  | Retaule ceràmic de Sant Josep de l'Alqueria del Pastisser (València) · Vegeu més fotos d'aquest monument · Carregueu una nova foto d'aquest monument   |
| Retaule ceràmic de Sant Josep, Poble Nou                    | BRL    |                                   | València Camí Vell de Godella, 53 | 39° 30′ 01″ N, 0° 23′ 08″ O / 39.50025°N,0.385636°O  | 46.250.250-1012 | Retaule ceràmic de Sant Josep, Poble Nou (València) · Vegeu més fotos d'aquest monument · Carregueu una nova foto d'aquest monument                    |
| Retaule ceràmic de Sant Vicent Ferrer, camí de Montcada 245 | BRL    | Principis del s.XX                | València Camí de Montcada, 245 | 39° 30′ 23″ N, 0° 23′ 03″ O / 39.506339°N,0.384069°O | 46.15.250-E234  | Retaule ceràmic de Sant Vicent Ferrer, camí de Montcada 245 (València) · Vegeu més fotos d'aquest monument · Carregueu una nova foto d'aquest monument |
| Retaule ceràmic de Sant Vicent Ferrer, camí de Montcada 328 | BRL    |                                   | València Camí de Montcada, 328 | 39° 30′ 38″ N, 0° 23′ 09″ O / 39.510508°N,0.385889°O | 46.250.250-1014 | Carregueu una nova foto d'aquest monument |
| Retaule ceràmic de Sant Vicent Ferrer, Massarrojos          | BRL    |                                   | València Pl. Soñador, 5 | 39° 32′ 20″ N, 0° 24′ 15″ O / 39.53895°N,0.404214°O  | 46.15.250-E232  | Retaule ceràmic de Sant Vicent Ferrer, Massarrojos (València) · Vegeu més fotos d'aquest monument · Carregueu una nova foto d'aquest monument          |
| Retaule ceràmic del Santíssim Sacrament en Massarrojos      | BRL    | 1906                              | València C. de la Estació, 16 - c. General Ibàñez Alonso. Enderrocat | 39° 32′ 17″ N, 0° 24′ 13″ O / 39.537994°N,0.403617°O | 46.15.250-E231  | Retaule ceràmic del Santíssim Sacrament (València) · Modifica el valor a Wikidata · Carregueu una nova foto d'aquest monument                          |
| Retaule ceràmic de la Trinitat, Borbotó                     | BRL    | ca.1940                           | València Pl. de la Patrona, 3. Borbotó | 39° 30′ 54″ N, 0° 23′ 26″ O / 39.515069°N,0.390506°O | 46.15.250-E238  | Retaule ceràmic de la Trinitat (València) · Vegeu més fotos d'aquest monument · Carregueu una nova foto d'aquest monument                              |
| Retaule ceràmic de la Mare de Déu del Roser, Carpesa        | BRL    |                                   | València C. de l'Ermita de Sant Roc, 7 | 39° 31′ 04″ N, 0° 22′ 40″ O / 39.517639°N,0.377853°O | 46.250.250-1009 | Retaule ceràmic de la Mare de Déu del Roser de Carpesa (València) · Vegeu més fotos d'aquest monument · Carregueu una nova foto d'aquest monument      |
| Riurau i Mas del Fondo                                      | BRL    | Segona meitad del s.XVIII-s.XIX   | València Massarrojos | 39° 33′ 14″ N, 0° 25′ 12″ O / 39.554°N,0.420083°O    | 46.15.250-E280  | Riurau i Mas del Fondo (València) · Vegeu més fotos d'aquest monument · Carregueu una nova foto d'aquest monument                                      |

## Espais de protecció arqueològica
| Monument                    | Prot.? | Estil/època | Localització                                            | Coordenades                                       | Codi?         | Imatge |
| --------------------------- | ------ | ----------- | ------------------------------------------------------- | ------------------------------------------------- | ------------- | --- |
| Pedrera de les Dos Llometes | BRL    |             | València Al voltant de la Masía de la Creu, Massarrojos | 39° 32′ 56″ N, 0° 24′ 54″ O / 39.548889°N,0.415°O | 46.15.250-437 | Pedrera de les Dos Llometes (València) · Modifica el valor a Wikidata · Carregueu una nova foto d'aquest monument |